# یوبانک (کارولینای شمالی)
یوبانک (به انگلیسی: Eubanks) یک منطقهٔ مسکونی در ایالات متحده آمریکا است که در شهرستان اورنج، کارولینای شمالی واقع شده‌است.